# Bernières-d'Ailly
Bernières-d'Ailly è un comune francese di 256 abitanti situato nel dipartimento del Calvados nella regione della Normandia.

## Società

### Evoluzione demografica
Abitanti censiti